# Anyphaena pectorosa
Anyphaena pectorosa es una especie de araña del género Anyphaena, familia Anyphaenidae. Fue descrita científicamente por L. Koch en 1866.
Se distribuye por Canadá y los Estados Unidos. La especie se mantiene activa durante los meses de febrero, abril, mayo, junio, julio, agosto, septiembre, octubre, noviembre y diciembre.